# BWF World Tour
De BWF World Tour is een Grade 2 badmintontoernooi, erkend door de  Badminton World Federation (BWF). Het is een competitie die gericht is op de spelers met de hoogste ranking in de wereld in enkels (mannen en vrouwen) en dubbels (mannen, vrouwen en gemengd). De competitie werd aangekondigd op 19 maart 2017 en werd gestart vanaf 2018. Het verving de BWF Super Series, die gehouden werden van 2007 tot 2017.
De BWF World Tour wordt onderverdeeld in zes niveaus. Er zijn vijf niveaus die deel uitmaken van de HSBC World Tour, in volgorde: de World Tour Finals, Super 1000, Super 750, Super 500 en Super 300. Een zesde categorie is de BWF Tour Super 100, die ook ranking punten oplevert.

## Kenmerken

### Prijzengeld
Deze tabel geeft het minimum prijzengeld in totaal voor elk niveau van BWF World Tour toernooi. Alle waarden zijn in US dollar.
| Jaar              | 2018      | 2019      | 2020      | 2021      |
| ----------------- | --------- | --------- | --------- | --------- |
| World Tour Finals | 1.500.000 | 1.500.000 | 1.500.000 | 1.500.000 |
| Super 1000        | 1.000.000 | 1.000.000 | 1.100.000 | 1.100.000 |
| Super 750         | 700.000   | 700.000   | 750.000   | 750.000   |
| Super 500         | 350.000   | 350.000   | 400.000   | 400.000   |
| Super 300         | 150.000   | 150.000   | 170.000   | 200.000   |
| Super 100         | 75.000    | 75.000    | 90.000    | 100.000   |

Dit prijzengeld wordt verdeeld volgens de volgende formule:
totaal prijzengeld x (percentage / 100)
World Tour Finals
| Ronde        | Mannen enkel | Vrouwen enkel | Mannen dubbel | Vrouwen dubbel | Gemengd dubbel |
| ------------ | ------------ | ------------- | ------------- | -------------- | -------------- |
| Winnaar      | 8.00%        | 8.00%         | 8.40%         | 8.40%          | 8.40%          |
| 2e plaats    | 4.00%        | 4.00%         | 4.00%         | 4.00%          | 4.00%          |
| Halve finale | 2.00%        | 2.00%         | 2.00%         | 2.00%          | 2.00%          |
| 3de in groep | 1.10%        | 1.10%         | 1.30%         | 1.30%          | 1.30%          |
| 4de in groep | 0.60%        | 0.60%         | 0.70%         | 0.70%          | 0.70%          |

Super 1000 en Super 750
| Ronde        | Mannen enkel | Vrouwen enkel | Mannen dubbel | Vrouwen dubbel | Gemengd dubbel |
| ------------ | ------------ | ------------- | ------------- | -------------- | -------------- |
| Winnaar      | 7.00%        | 7.00%         | 7.40%         | 7.40%          | 7.40%          |
| 2e plaats    | 3.40%        | 3.40%         | 3.50%         | 3.50%          | 3.50%          |
| Halve finale | 1.4%         | 1.4%          | 1.4%          | 1.4%           | 1.4%           |
| Kwartfinale  | 0.55%        | 0.55%         | 0.625%        | 0.625%         | 0.625%         |
| Laatste 16   | 0.3%         | 0.3%          | 0.325%        | 0.325%         | 0.325%         |
| Laatste 32   | 0.1%         | 0.1%          | 0.1%          | 0.1%           | 0.1%           |

Super 500, Super 300 en Super 100
| Ronde        | Mannen enkel | Vrouwen enkel | Mannen dubbel | Vrouwen dubbel | Gemengd dubbel |
| ------------ | ------------ | ------------- | ------------- | -------------- | -------------- |
| Winnaar      | 7.5%         | 7.5%          | 7.9%          | 7.9%           | 7.9%           |
| 2e plaats    | 3.8%         | 3.8%          | 3.8%          | 3.8%           | 3.8%           |
| Halve finale | 1.45%        | 1.45%         | 1.40%         | 1.40%          | 1.40%          |
| Kwartfinale  | 0.6%         | 0.6%          | 0.725%        | 0.725%         | 0.725%         |
| Laatste 16   | 0.35%        | 0.35%         | 0.375%        | 0.375%         | 0.375%         |

### Inschrijvingen
| Niveau     | Inschrijving gesloten       | Aantal spelers/paren                                                                                        | Kwalificatie-ronde |
| ---------- | --------------------------- | --- | ------------------ |
| Super 1000 | 42 dagen voor de startdatum | Alle disciplines: 32 (32 hoofdschema)                                                                       | Nee                |
| Super 750  | 42 dagen voor de startdatum | Alle disciplines: 32 (32 hoofdschema)                                                                       | Nee                |
| Super 500  | 42 dagen voor de startdatum | All disciplines: 32 (28 hoofdschema + 4 kwalifacatie)                                                       | Ja (indien nodig)  |
| Super 300  | 35 dagen voor de startdatum | All disciplines: 32 (28 hoofdschema + 4 kwalifacatie)                                                       | Ja (indien nodig)  |
| Super 100  | 35 dagen voor de startdatum | Mannen enkel (MS): 48 (40 hoofdschema + 8 kwalificatie) Anders dan MS: 32 (28 hoofdschema + 4 kwalificatie) | Ja (indien nodig)  |

Elk toernooi wordt gehouden in 6 dagen met de hoofdronde (zonder kwalificatie) in 5 dagen.

### Scheiding van nationaliteit
| Level   | Scheiding van nationaliteit                                                   |
| ------- | ----------------------------------------------------------------------------- |
| Level 2 | Spelers van dezelfde nationaliteit worden niet gescheiden in het hoofdschema. |
| Level 3 | Spelers van dezelfde nationaliteit worden gescheiden in het hoofdschema.      |
| Level 4 | Spelers van dezelfde nationaliteit worden gescheiden in het hoofdschema.      |
| Level 5 | Spelers van dezelfde nationaliteit worden gescheiden in het hoofdschema.      |

### Verplichtingen voor spelers
Top vijftien enkel spelers en top tien dubbel paren in de BWF World Ranking worden verplicht te spelen in alle Super 1000 en Super 750 toernooien en in 4 van de 7 Super 500 toernooien op één kalenderjaar. Aan spelers/paren die niet spelen wordt een boete opgelegd die hoger is dan de normale kosten om terug te trekken. Ze worden vrijgesteld van deze bestraffing door de BWF bij ontvangst van een geldig medisch attest of sterk bewijs waaruit blijkt dat de speler niet kan spelen. Schorsing of uitvallen tijdens het toernooi vallen niet onder deze regels.

### Umpires
Huidige regels voor umpires geven aan dat minstens 6 umpires afkomstig moeten zijn van BWF ledenassociaties, anders dan de associatie die als gastheer optreedt, minstens 4 door de BWF gecertificeerde umpires en 2 continentaal gecertificeerde umpires, met goede spreiding van nationaliteiten. Alle umpires en servicerechters moeten voldoen aan de toelatingscriteria die zijn opgelegd door het panel van Technische Officials waartoe zij behoren.

## Toernooien
Elke 4 jaar zal de BWF Council de landen die een BWF World Tour toernooi organiseren beoordelen.
Er zijn altijd één BWF World Tour Finals toernooi, drie Super 1000, vijf Super 750, zeven Super 500 en elf Super 300 toernooien op een seizoen.
- Super 1000, Super 750, Super 500, and Super 300:

| Toernooi                | Seizoen | Seizoen | Seizoen | Seizoen |
| Toernooi                | 2018    | 2019    | 2020    | 2021    |
| ----------------------- | ------- | ------- | ------- | ------- |
| All England Open        | ●       | ●       | ●       | ●       |
| China Open              | ●       | ●       | ●       | ●       |
| Indonesia Open          | ●       | ●       | ●       | ●       |
| China Masters           | ●       | ●       | ●       | ●       |
| Denmark Open            | ●       | ●       | ●       | ●       |
| Japan Open              | ●       | ●       | ●       | ●       |
| French Open             | ●       | ●       | ●       | ●       |
| Malaysia Open           | ●       | ●       | ●       | ●       |
| Hong Kong Open          | ●       | ●       | ●       | ●       |
| India Open              | ●       | ●       | ●       | ●       |
| Indonesian Masters      | ●       | ●       | ●       | ●       |
| Korea Open              | ●       | ●       | ●       | ●       |
| Malaysia Masters        | ●       | ●       | ●       | ●       |
| Singapore Open          | ●       | ●       | ●       | ●       |
| Thailand Open           | ●       | ●       | ●       | ●       |
| Australian Open         | ●       | ●       | ●       | ●       |
| Chinese Taipei Open     | ●       | ●       | ●       | ●       |
| German Open             | ●       | ●       | ●       | ●       |
| Korea Masters           | ●       | ●       | ●       | ●       |
| Macau Open              | ●       | ●       | ●       | ●       |
| New Zealand Open        | ●       | ●       | ●       | ●       |
| Spain Masters           | ●       | ●       | ●       | ●       |
| Swiss Open              | ●       | ●       | ●       | ●       |
| Syed Modi International | ●       | ●       | ●       | ●       |
| Thailand Masters        | ●       | ●       | ●       | ●       |
| U.S. Open               | ●       | ●       | ●       | ●       |

- Super 100:

| Toernooi                          | Seizoen | Seizoen | Seizoen | Seizoen |
| Toernooi                          | 2018    | 2019    | 2020    | 2021    |
| --------------------------------- | ------- | ------- | ------- | ------- |
| Akita Masters                     | ●       | ●       | ●       | ●       |
| Bangka Belitung Indonesia Masters | ●       | ●       | ●       | ●       |
| Canada Open                       | ●       | ●       | ●       | ●       |
| Dutch Open                        | ●       | ●       | ●       | ●       |
| Hyderabad Open                    | ●       | ●       | ●       | ●       |
| Lingshui China Masters            | ●       | ●       | ●       | ●       |
| Orleans Masters                   | ●       | ●       | ●       | ●       |
| Russian Open                      | ●       | ●       | ●       | ●       |
| SaarLorLux Open                   | ●       | ●       | ●       | ●       |
| Scottish Open                     | ●       | ●       | ●       | ●       |
| Vietnam Open                      | ●       | ●       | ●       | ●       |

## BWF World Tour Finals
Op het einde van een BWF World Tour seizoen moeten de acht spelers/paren die aan de top van de BWF World Tour staan in elke discipline, met een maximum van twee spelers/paren van dezelfde ledenassociatie, spelen in een finaletoernooi. Dat staat bekend als de BWF World Tour Finals. Het minimum totale prijzengeld bedraagt USD$ 1.500.000.
Als twee of meer spelers gelijk staan in de ranking, gebeurt de selectie op basis van volgende criteria:
- De spelers die deelnamen aan de meeste BWF World Tour toernooien;
- De spelers die de meeste punten verzamelden in BWF World Tour toernooien vanaf 1 juli.

### Prestaties per land
In volgende tabel zijn de prestaties per land gerangschikt. Enkel landen die al titels wonnen zijn in de lijst opgenomen.
- Super 1000, Super 750, Super 500, and Super 300:

| Nr. | Team             | 2018 | 2019 | 2020 | 2021 | Totaal |
| --- | ---------------- | ---- | ---- | ---- | ---- | ------ |
| 1   | Japan            | 32   |      |      |      | 32     |
| 2   | China            | 17   |      |      |      | 17     |
| 2   | Indonesië        | 17   |      |      |      | 17     |
| 4   | Chinees Taipei   | 12   |      |      |      | 12     |
| 5   | Denemarken       | 8    |      |      |      | 8      |
| 6   | Maleisië         | 6    |      |      |      | 6      |
| 7   | Thailand         | 4    |      |      |      | 4      |
| 8   | Zuid-Korea       | 3    |      |      |      | 3      |
| 9   | Spanje           | 2    |      |      |      | 2      |
| 10  | Duitsland        | 1    |      |      |      | 1      |
| 10  | Hongkong         | 1    |      |      |      | 1      |
| 10  | India            | 1    |      |      |      | 1      |
| 10  | Verenigde Staten | 1    |      |      |      | 1      |

- Super 100:

| Nr. | Team           | 2018 | 2019 | 2020 | 2021 | Totaal |
| --- | -------------- | ---- | ---- | ---- | ---- | ------ |
| 1   | Japan          | 9    |      |      |      | 9      |
| 2   | China          | 6    |      |      |      | 6      |
| 2   | Indonesië      | 6    |      |      |      | 6      |
| 4   | India          | 4    |      |      |      | 4      |
| 5   | Engeland       | 3    |      |      |      | 3      |
| 6   | Zuid-Korea     | 2.5  |      |      |      | 2.5    |
| 7   | Bulgarije      | 2    |      |      |      | 2      |
| 7   | Chinees Taipei | 2    |      |      |      | 2      |
| 7   | Denemarken     | 2    |      |      |      | 2      |
| 7   | Maleisië       | 2    |      |      |      | 2      |
| 7   | Thailand       | 2    |      |      |      | 2      |
| 12  | Duitsland      | 1    |      |      |      | 1      |
| 12  | Hongkong       | 1    |      |      |      | 1      |
| 12  | Nederland      | 1    |      |      |      | 1      |
| 12  | Singapore      | 1    |      |      |      | 1      |
| 16  | Rusland        | 0.5  |      |      |      | 0.5    |

### Sponsoren
- 2018-2021: HSBC